# Ilia Plavev
Ilia Plavev (Илија Плавев en macedonio) (Veles, actualmente en Macedonia del Norte, 1867-Belgrado, 1940) fue uno de los primeros socialistas de Macedonia. Fue marido de Rosa Plaveva, socialista y una de las primeras luchadoras por los derechos de la mujer en Macedonia.

## Biografía
De joven trabajó y estudió en Tesalónica y posteriormente en Sofía, donde se unió al Grupo de socialistas macedonios. En 1902 regresó a Veles y se convirtió en uno de los principales activistas del movimiento obrero local. En 1905 se trasladó con su familia a Skopie y pasó a formar parte de la dirección del grupo socialdemócrata. Después de la Revolución de los Jóvenes Turcos participó en las huelgas y gestionó la huelga que los trabajadores del sector del calzado organizaron en Skopie. Fue miembro del Partido Federal Popular.
Después de la Primera Guerra Mundial trabajó en la reconstrucción del partido y se convirtió en su tesorero. Fue vicepresidente del Comité Regional del Partido Comunista de Yugoslavia para Macedonia. Fue perseguido por el gobierno y encarcelado en diversas ocasiones. Se vio obligado a abandonar Skopie y se trasladó a Belgrado, donde murió en 1940.